# كريس بيترسون
كريس بيترسون هو عازف لوحة المفاتيح كندي، ولد في 14 مايو 1968 في لندن في كندا.

## وصلات خارجية
- كريس بيترسون على موقع ميوزك برينز (الإنجليزية)
- كريس بيترسون على موقع أول ميوزيك (الإنجليزية)
- كريس بيترسون على موقع ديسكوغز (الإنجليزية)